# Mate Drobilić
Mate Drobilić (Bizunja, Mađarska, 18. rujna 1808. − Ugarski Stari Grad, 2. prosinca 1891.), hrvatski prevoditelj iz Mađarske, iz mađarskog dijela Gradišća.
Preveo je mnogo pučkih knjiga s njemačkog i češkog jezika. Iste je dao tiskati. Taj je njegov rad mnogo pridonio očuvanju jezika gradišćanskih Hrvata.